# Schloss Schechingen

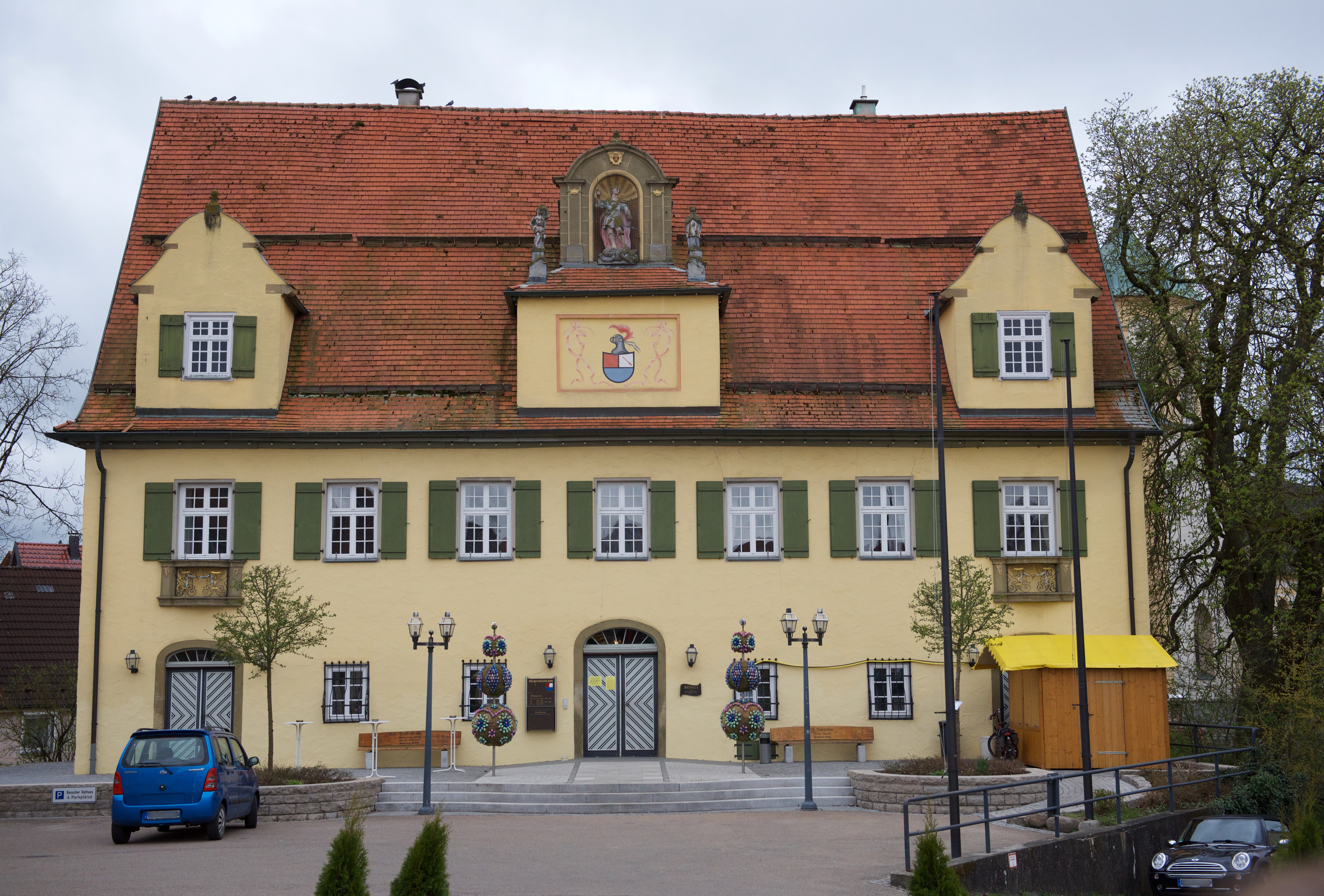
Schloss und Rathaus von Schechingen

Schloss Schechingen oder Adelmannsches Schloss ist ein 1759 anstelle einer mittelalterlichen Burg gebautes, barockes Schloss in Schechingen im baden-württembergischen Ostalbkreis in Deutschland.

## Geschichte

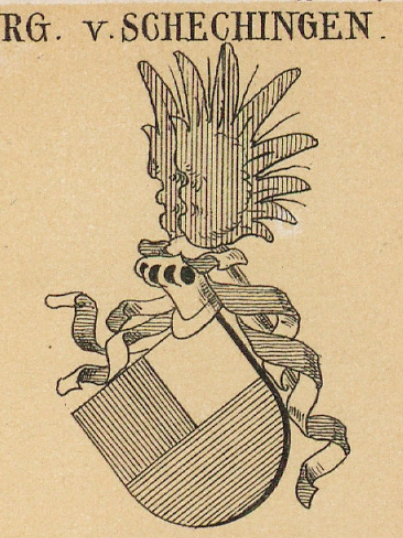
Wappen der Herren von Schechingen

Bereits um 1050 entstand eine Ritterburg am Marktplatz in Schechingen, welche bis ins 12. Jahrhundert den Herren von Schechingen gehörte. 1322 wurde die Burg von Ulrich I. von Schechingen je zur Hälfte an das Kloster Ellwangen und an die Mutter des Abts Kuno von Gundelfingen, die aus dem Hause Rechberg stammte, verkauft. Die Rechberg verkauften ihre Hälfte schon 1339 an das Kloster Ellwangen. Im Jahr 1367 verkaufte Kuno von Münchingen seinen Anteil an der Burg und dem Dorf an Reinhard von Stammheim für 1050 Pfund Heller. 1370 gelangte der Anteil von Simon von Münchingen ebenfalls an die Herren von Stammheim. Durch die Heirat von Elisabeth von Stammheim und Herdegen von Hürnheim gelangte der Besitz an die Herren von Hürnheim, welche diesen 1405 an Heinrich von Yberg verkauften. 1435 ging die Burg an Albrecht von Hürnheim und Wilhelm Adelmann über. Nach dem Tod von Albrecht von Hürnheim kaufte Wilhelm Adelmann dessen Hälfte für 2500 Gulden. Von da an befand sich die Burg im Besitz der Familie Adelmann von Adelmannsfelden, die ihren Sitz in Schechingen jedoch 1640 aufgab. Nach deren Wegzug zerfiel die Burg und wurde teilweise als Baumaterial für die Häuser in Schechingen benutzt. 1759 wurde von Philipp Alois von Adelmann aus den verwendbaren Resten am Marktplatz ein neues, barockes Schloss errichtet, in dem er bis zu seinem Tod 1823 wohnte. Im Jahr 1939 erwarb die Gemeinde Schechingen das Schloss für 4200 Reichsmark; das Schloss sollte als Heim für die Ortsgruppe der Hitlerjugend dienen. Nach dem Zweiten Weltkrieg diente das Schloss kurzfristig als Wohnraum für die Heimatvertriebenen. Bis heute befindet sich im Schloss das Rathaus von Schechingen.